# Раул Мікел Мело да Сілва
Раул Мікел Мело да Сілва (порт. Raúl Michel Melo da Silva, нар. 4 листопада 1989, Белен) — бразильський футболіст, захисник румунського клубу «Університатя» (Крайова).

## Ігрова кар'єра
Вихованець футбольного клубу «Клуб Ремо», дебютував у першій команді 24 лютого 2010 року. Того ж року був відданий в оренду в клуб «Атлетіку Паранаенсе». 
2011 року перейшов у клуб «Спорт Ресіфі», але зіграв за клуб лише один матч у Серії В, після чого у 2012 році грав на правах оренди за клуби «Арапонгас» та «Крісіума».
Протягом 2013 року грав у Серії В за «Пайсанду» (Белен), а наступний рік провів у клубі «Фігейренсе», але на поле виходив вкрай рідко.
У січні 2015 року Раул відправився за кордон і став гравцем португальського «Марітіму». Відіграв за клуб Фуншала наступні два з половиною сезони своєї ігрової кар'єри. Більшість часу, проведеного у складі «Марітіму», був основним гравцем захисту команди. Також протягом першої половини 2016 року на правах оренди захищав кольори бразильського клубу «Сеара».
Влітку 2017 року став гравцем іншого португальського клубу «Брага». Станом на 19 лютого 2018 року відіграв за клуб з Браги 16 матчів у національному чемпіонаті.

## Статистика виступів

### Статистика клубних виступів
| Сезон              | Команда            | Чемпіонат          | Чемпіонат | Чемпіонат | Національний кубок | Національний кубок | Національний кубок | Континентальні кубки | Континентальні кубки | Континентальні кубки | Інші змагання | Інші змагання | Інші змагання | Усього | Усього |
| Сезон              | Команда            | Ліга               | Ігор      | Голів     | Ліга               | Ігор               | Голів              | Ліга                 | Ігор                 | Голів                | Ліга          | Ігор          | Голів         | Ігор   | Голів  |
| ------------------ | ------------------ | ------------------ | --------- | --------- | ------------------ | ------------------ | ------------------ | -------------------- | -------------------- | -------------------- | ------------- | ------------- | ------------- | ------ | ------ |
| 2010               | «Клуб Ремо»        | D+ЛП               | 0         | 0         | КБ                 | 3                  | 0                  |                      | -                    | -                    |               | -             | -             | 3      | 0      |
| 2011               | «Спорт Ресіфі»     | B+ЛП               | 1+0       | 0         | КБ                 | 0                  | 0                  |                      | -                    | -                    |               | -             | -             | 1      | 0      |
| 2012               | «Арапонгас»        | D+ЛП               | 0+14      | 0         | КБ                 | 0                  | 0                  |                      | -                    | -                    |               | -             | -             | 14     | 0      |
| 2012               | «Крісіума»         | B+ЛК               | 0         | 0         | КБ                 | 0                  | 0                  |                      | -                    | -                    |               | -             | -             | 0      | 0      |
| 2013               | «Пайсанду» (Белен) | B+ЛП               | 22        | 1         | КБ                 | 5                  | 0                  |                      | -                    | -                    |               | -             | -             | 27     | 1      |
| 2014               | «Фігейренсе»       | B+ЛП               | 3+2       | 0         | КБ                 | 0                  | 0                  |                      | -                    | -                    |               | -             | -             | 5      | 0      |
| 2014–15            | «Марітіму»         | ПЛ                 | 15        | 2         | КП+КЛ              | 0+3                | 0                  |                      | -                    | -                    |               | -             | -             | 18     | 2      |
| 2015–16            | «Марітіму»         | ПЛ                 | 12        | 1         | КП+КЛ              | 1+3                | 0                  |                      | -                    | -                    |               | -             | -             | 16     | 1      |
| 2016               | «Сеара»            | B+ЛС               | 0+3       | 0+1       | КБ                 | 1                  | 0                  |                      | -                    | -                    |               | -             | -             | 4      | 1      |
| 2016–17            | «Марітіму»         | ПЛ                 | 29        | 7         | КП+КЛ              | 0+3                | 0                  |                      | -                    | -                    |               | -             | -             | 32     | 7      |
| Усього за Maritimo | Усього за Maritimo | Усього за Maritimo | 56        | 10        |                    | 10                 | 0                  |                      | -                    | -                    |               | -             | -             | 66     | 10     |
| Усього за кар'єру  | Усього за кар'єру  | Усього за кар'єру  | 101       | 12        |                    | 19                 | 0                  |                      | -                    | -                    |               | -             | -             | 120    | 12     |

## Титули і досягнення
- Володар Кубка португальської ліги (1):

«Брага»: 2019-20
- Володар Кубка Португалії (1):

«Брага»: 2020-21